# Cupiennius
Die Gattung Cupiennius zählt zur Familie der Fischerspinnen (Trechaleidae) innerhalb der Ordnung der Webspinnen. Mit Cupiennius coccineus, Cupiennius getazi und der Großen Wanderspinne (Cupiennius salei) zählen auch die drei bekanntesten Arten dieser Familie zu der Gattung. Ihre Arten kommen, wie alle anderen der Fischerspinnen, in Mittel- und Südamerika vor.

## Merkmale

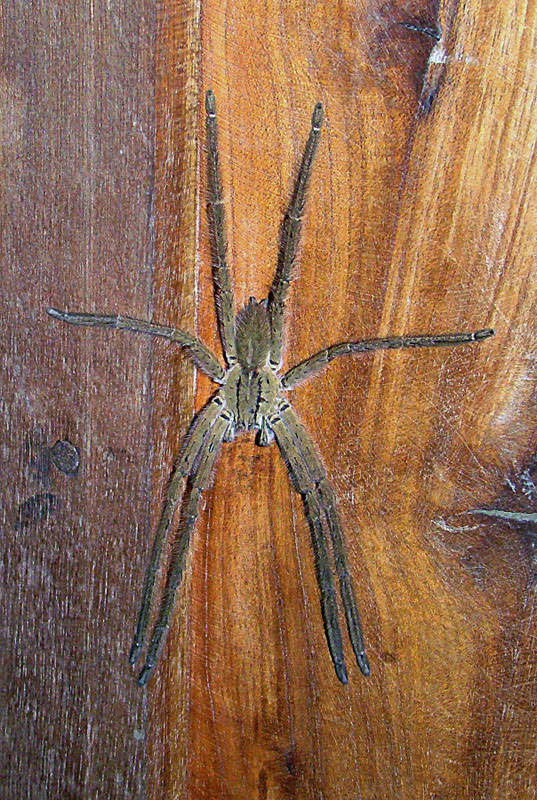
Männchen der Gattung Cupiennius

Bei den Arten der Gattung handelt es sich je nach Art um mittelgroße bis große Echte Webspinnen (Araneomorphae), die wie die anderen Fischerspinnen (Trechaleidae) eine langbeinige Gestalt besitzen. Vom Grundsatz her entspricht der Körperbau der Gattung dem anderer Vertreter der Familie. Die Zeichnungen und Färbungen variieren je nach Art und Geschlecht. Die Vertreter der Gattung verfügen über ein dichtes Polster gut entwickelter Sensillen (Sinneshaare), die der Wahrnehmung von Luftbewegungen und Vibrationen dienen. Dank ihrer dichten Bedeckung aus Setae (chitinisierten Haaren) ist es ihnen wie allen Fischerspinnen möglich, zu schwimmen und auch unter Wasser unterzutauchen.
Die Augen sind bei der Gattung Cupiennius übereinander je zu viert in zwei Reihen angeordnet und alle von kreisrunder Form. Die anterior (vorne) medianen (Augen) befinden sich wie auch die anterior lateralen (seitlichen) Augen auf einem Hügel, der anterior medianen nicht immer deutlich erkennbar ist, bei den anterior lateralen jedoch schon.
| Gemessener Bereich                 | Wert  |
| ---------------------------------- | ----- |
| Durchmesser der Augen              |       |
| Anterior median                    | 1     |
| Anterior lateral                   | 0,5   |
| Posterior median                   | 1,5-2 |
| Posterior lateral                  | 1,5-2 |
| Abstand der Augen                  |       |
| Anterior median-Clypeus            | 1     |
| Anterior median zueinander         | 1     |
| Anterior median-Anterior lateral   | 1-1,5 |
| Posterior median zueinander        | 1     |
| Posterior median-Posterior lateral | 1-1,5 |
| Anterior median-Posterior lateral  | 0,5-1 |
| Anterior median-Posterior median   | 1     |

Begriffserklärung:
- Clypeus = Abschnitt zwischen den anterioren Augen und dem Carapax (Rückenschild des Prosomas, bzw. Vorderkörpers)
- posterior = hinten

Die Cheliceren (Kieferklauen) besitzen helle Längsstreifen, die aus hellen, lange Setae bestehen. Sie tragen promarginal (innen vorderseitig) drei, retromarginal (innen rückseitig) vier Zähne. Dabei ist der mediane am größten, der dritte der kleinste.
Die Beinformel lautet 4-1-2-3. Die Tarsen der Beine sind wie bei den anderen Fischerspinnen sehr flexibel und ermöglichen den Arten der Gattung ähnlich wie bei den Riesenkrabbenspinnen (Sparassidae) schnelle und wendige Fortbewegungen und die Möglichkeit, sich an das Substrat anzuschmiegen. Damit verschmelzen optisch besser mit dem Untergrund. An den Enden der Beine befinden sich je drei Klauen zum Haften an die Vegetation.
| Beinpaar | Femur (Schiene)                | Patella (Glied zwischen Femur und Tibia) | Tibia (Schiene)                                                           | Metatarsus (Fersenglied)   |
| -------- | ------------------------------ | ---------------------------------------- | ------------------------------------------------------------------------- | -------------------------- |
| 1        | pr1-1-1- rl1-1-1 d1-1-1        | pl1(1-0, 0-1, 0-0)                       | Männchen: pl1-1, v2-2-2-2, rl1-1. Weibchen: pl1-1, d1-1, v2-2-2-2, rl1-1. | pl1-1, v2-2-1, v2, rl1-1-1 |
| 2        | pr1-1-1- rl1-1-1 d1-1-1        | pl1(1-0, 0-1, 0-0)                       | Männchen: pl1-1, v2-2-2-2, rl1-1. Weibchen: pl1-1, d1-1, v2-2-2-2, rl1-1. | pl1-1, v2-2-1, v2, rl1-1-1 |
| 3        | pr1-1-1- rl1-1-1 d1-1-1        | pl1(1-0, 0-1, 0-0)                       | Männchen: pl1-1, v2-2-2, rl1-1. Weibchen: pl1-1, d1-1, v2-2-2, rl1-1.     | pl1-1, v2-2-1, v2, rl1-1-1 |
| 4        | pr1-1-1 rl1-1-1 d1(1-1, 1-1-1) | pl1(1-0, 0-1, 0-0)                       | Männchen: pl1-1, v2-2-2, rl1-1. Weibchen: pl1-1, d1-1, v2-2-2, rl1-1.     | pl1-1, v2-2-1, v2, rl1-1-1 |

### Ähnliche Arten

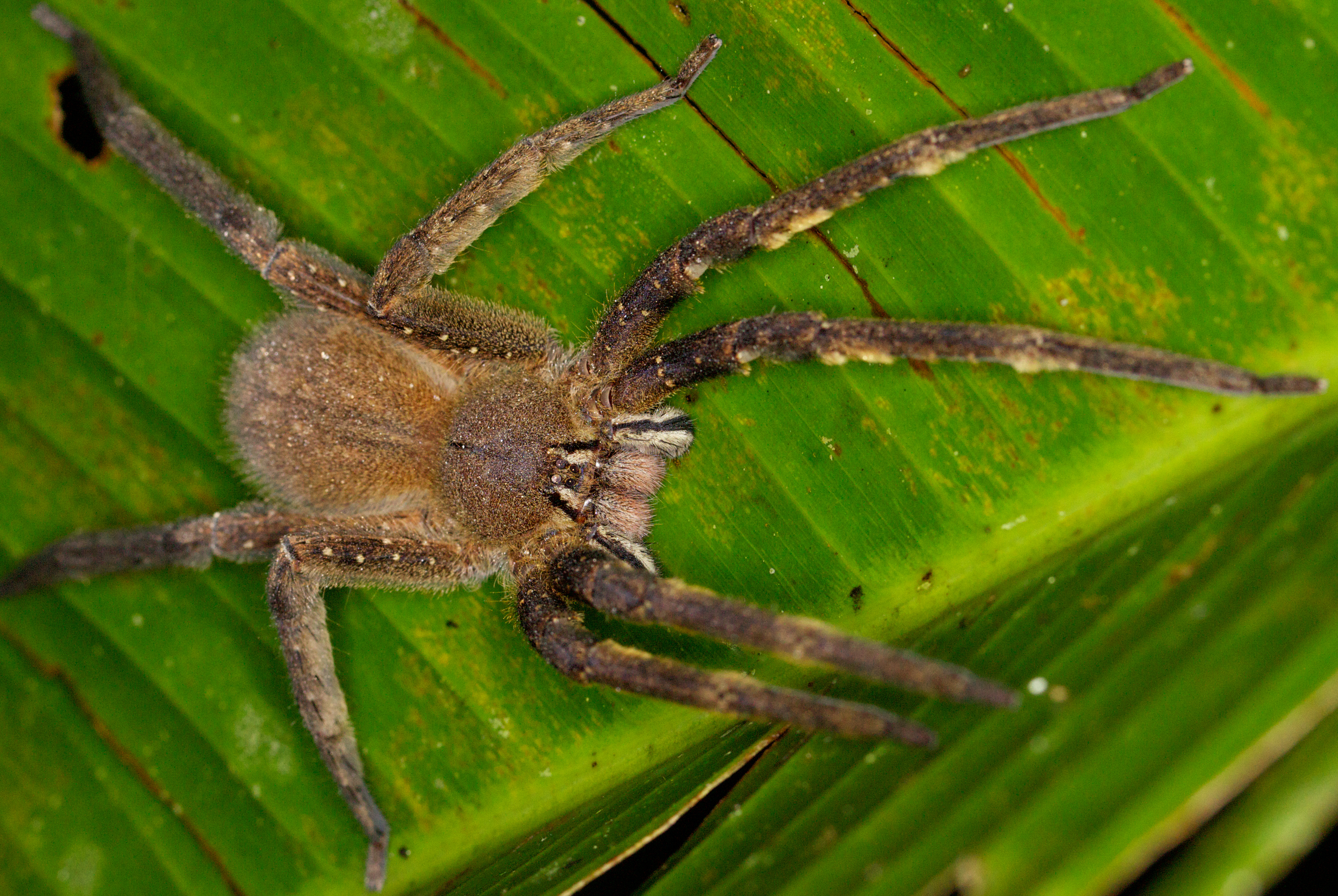
Die Brasilianische Wanderspinne (Phoneutria nigriventer) aus der Familie der Kammspinnen (Ctenidae)

Aufgrund der ähnlichen Größe und Gestalt können die größeren Arten der Gattung Cupiennius mit den deutlich gefährlicheren Arten der Gattung Phoneutria aus der Familie der Kammspinnen (Ctenidae) verwechselt werden, was gefährliche Auswirkungen haben kann. Verwechslungen können auch darauf zurückzuführen sein, dass Vertreter beider Gattungen gelegentlich in Bananenstauden in andere Teile der Welt exportiert werden.
Einer der Hauptunterschiede beider Gattungen liegt in der geographischen Verbreitung. Die Arten der Gattung Phoneutria sind überwiegend in Südamerika vertreten, während der Verbreitungsschwerpunkt der Gattung Cupiennius vorwiegend in Mittelamerika liegt. Neben genitalmorphologischen Merkmalen kann auch die Größe der Spinnen als Unterscheidungsmerkmal angewandt werden, da einige Arten der Gattung Phoneutria größer als jene der Gattung Cupiennius sind, außerdem sind die Arten der Gattung Phoneutria wesentlich kontrastärmer gezeichnet. Bei einigen Arten der Gattung Phoneutria erscheinen überdies die Cheliceren (Kieferklauen) rötlich. Bis auf Cupiennius chiapanensis tritt diese Eigenschaft bei keiner anderen Art der Gattung Cupiennius auf.

## Vorkommen

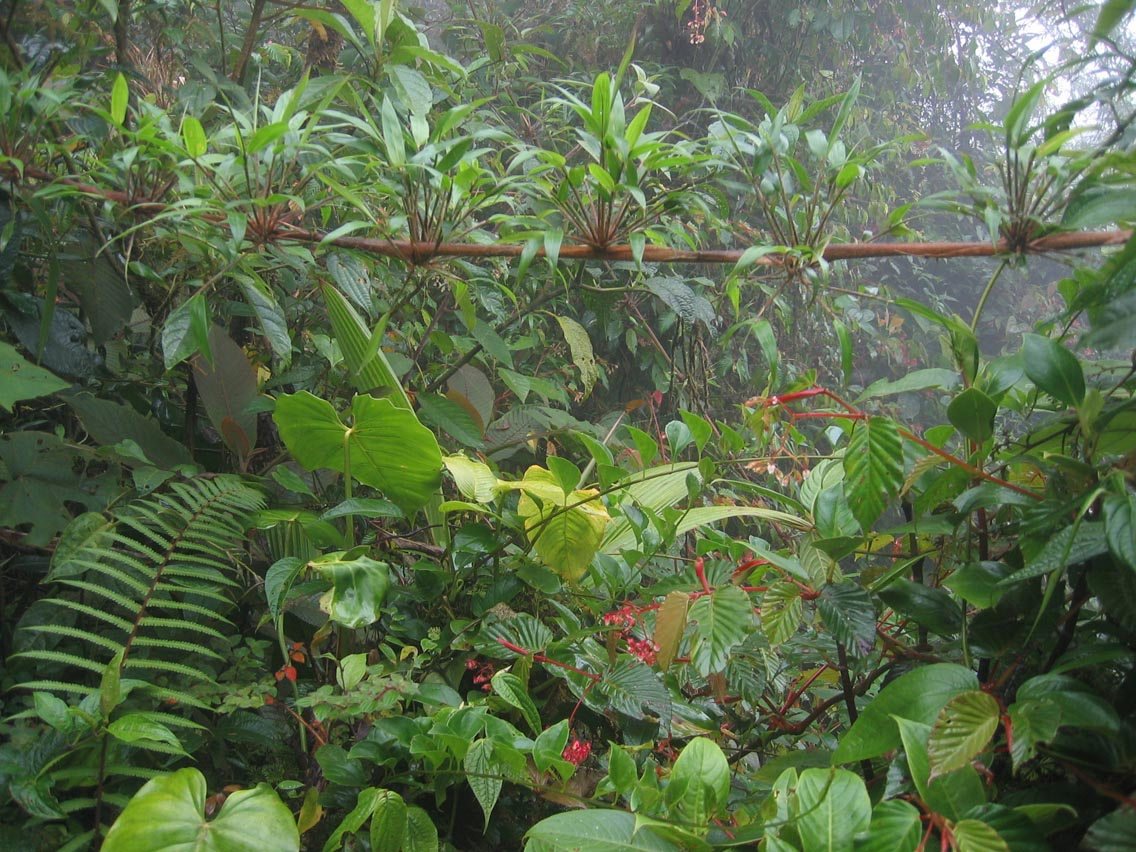
Regenwald im Nationalpark La Amistad (hier in Panama), einer der Lebensräume der Arten der Gattung Cupiennius.

Die Arten der Gattung Cupienius sind ausnahmslos in Mittel- und Südamerika vertreten und bewohnen dort die tropischen Regenwälder. Innerhalb ihres Habitats leben die Spinnen bevorzugt auf größeren Bäumen, die mit Epiphyten (Pflanzen, die auf anderen Pflanzen wachsen), Zweigen und Moos bedeckt sind und somit Schutz vor Witterungen bilden. Je nach Art bilden verschiedene Pflanzen Mikrohabitate der Spinnen.

## Lebensweise

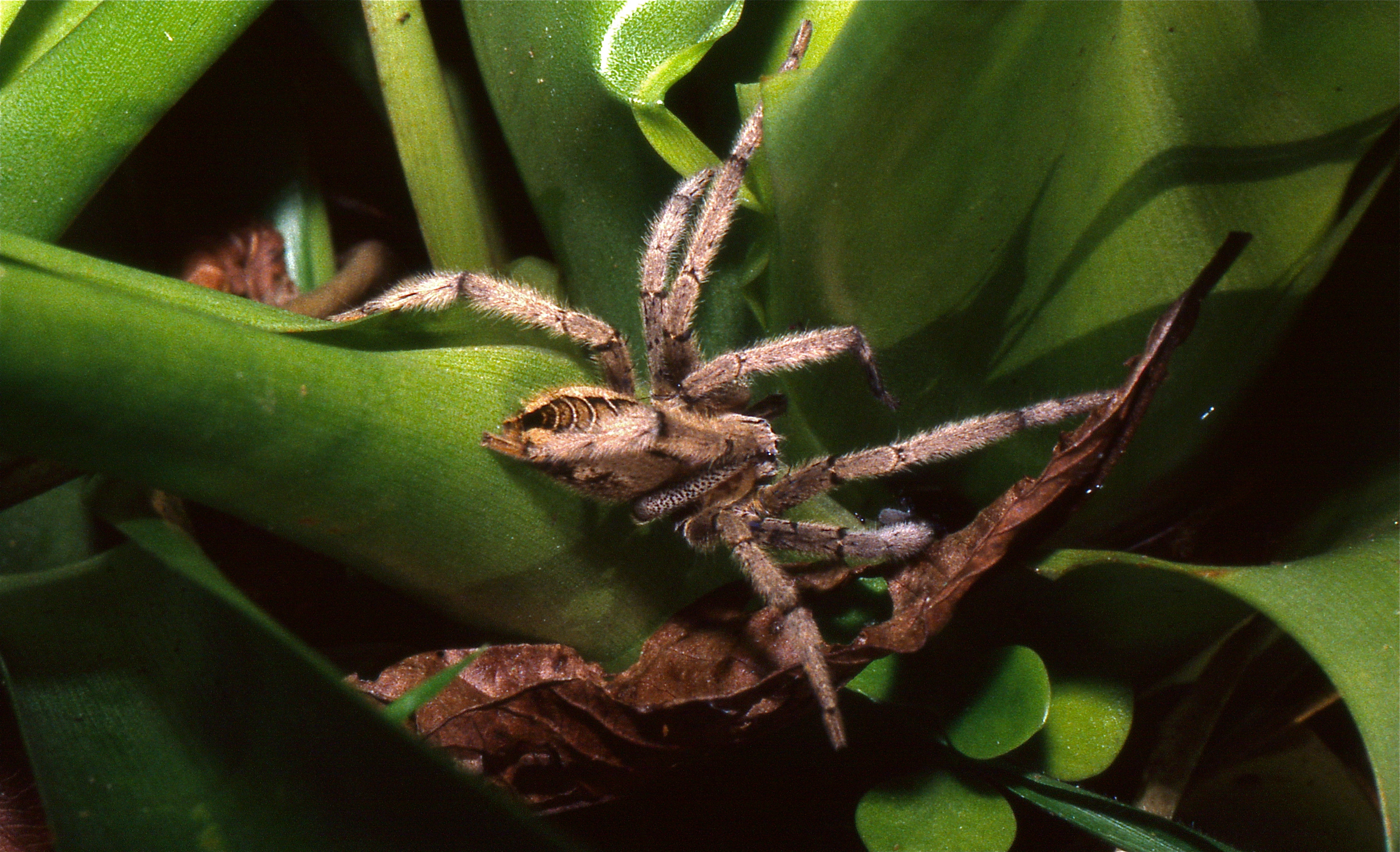
Spinne der Gattung Cupiennius auf einem Bromeliengewächs (Bromeliaceae)

Die Arten der Gattung Cupiennius sind wie alle Fischerspinnen (Trechaleidae) nachtaktiv. Den Tag verbringen sie in Verstecken, vor allem wohl, um sich vor der Sonne und Austrocknung zu schützen. Insbesondere die größeren Arten der Gattung nutzen dafür gerne die Blatttrichter von Bromeliengewächsen (Bromeliaceae). Die kleineren Arten der Gattung sowie die jüngeren Stadien der größeren nutzen für diesen Zweck auch gerne noch nicht vollständig entrollte Blätter von Bromelien oder die Baumrinde. Daneben dienen die leichtabstehenden Blattansätze von Bananen (Musa) als willkommener Unterschlupf von Spinnen der Gattung Cupiennius. In ihrer nächtlichen Aktivitätszeit zeigen sich insbesondere die Männchen der Vertreter als sehr wanderfreudig. Spinnseide wird von den Arten der Gattung überwiegend als Sicherheitsfaden, zum Einspinnen größerer Beutetiere oder von den Weibchen zusätzlich zum Kokonbau verwendet.

### Jagdverhalten und Beutefang

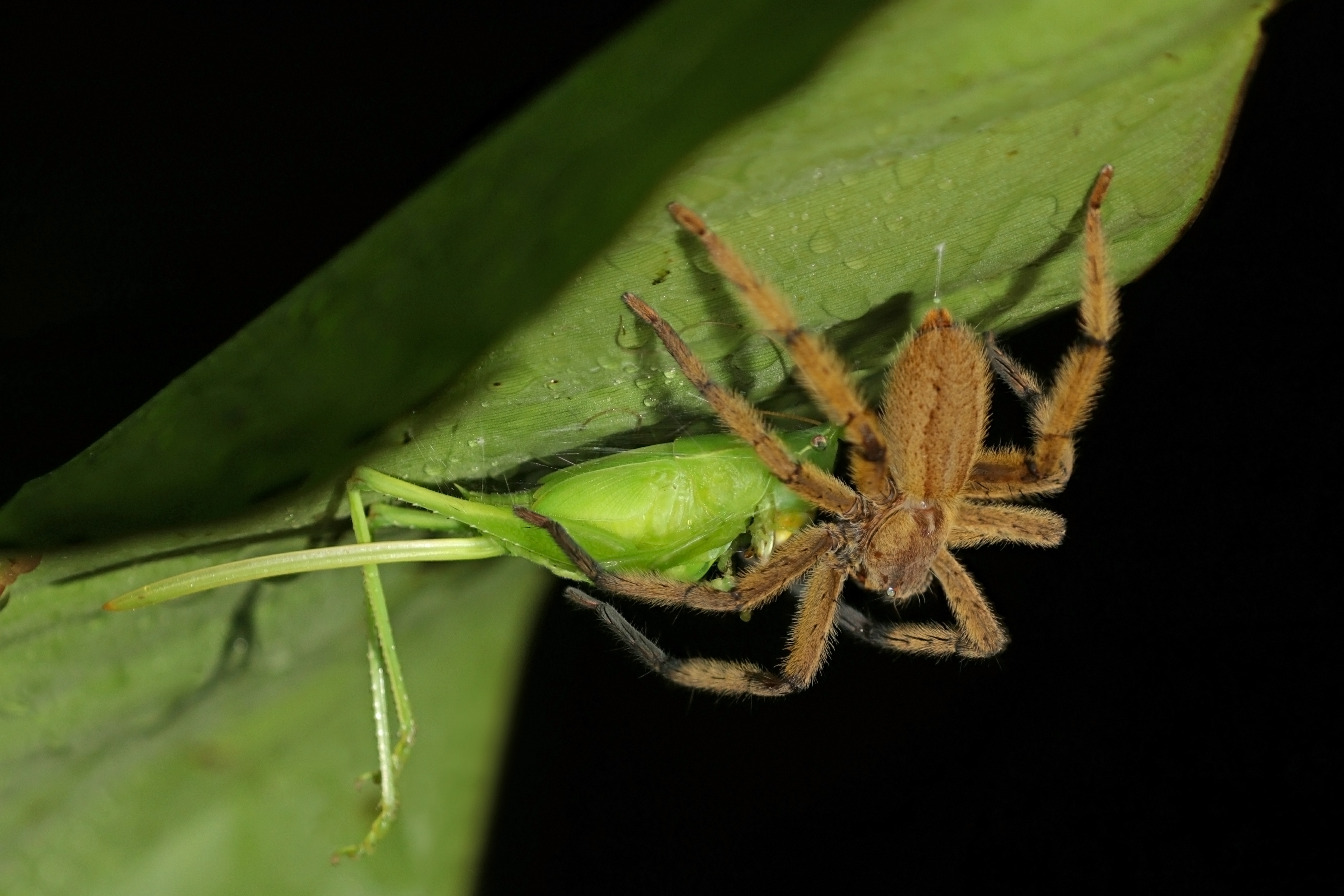
Cupiennius getazi mit erbeuteter Laubheuschrecke

Wie andere Fischerspinnen (Trechaleidae) und auch wie Kammspinnen (Ctenidae) legen die Arten der Gattung Cupiennius auch keine Spinnennetze zum Beutefang an, sondern jagen ohne ein Fangnetz als Lauerjäger. Zum Beuteschema zählen neben anderen Wirbellosen auch Reptilien und Amphibien in passender Größe. Geortet werden Beutetiere und auch Prädatoren mit dem Seh- und Vibrationssinn. Bei Cupiennius coccineus konnte beobachtet werden, dass Exemplare dieser Art männliche Frösche anhand deren Quaken orten können. Diese schlichen sich an die Frösche an und erlegten sie anschließend im Überraschungssturz.

### Fortpflanzung

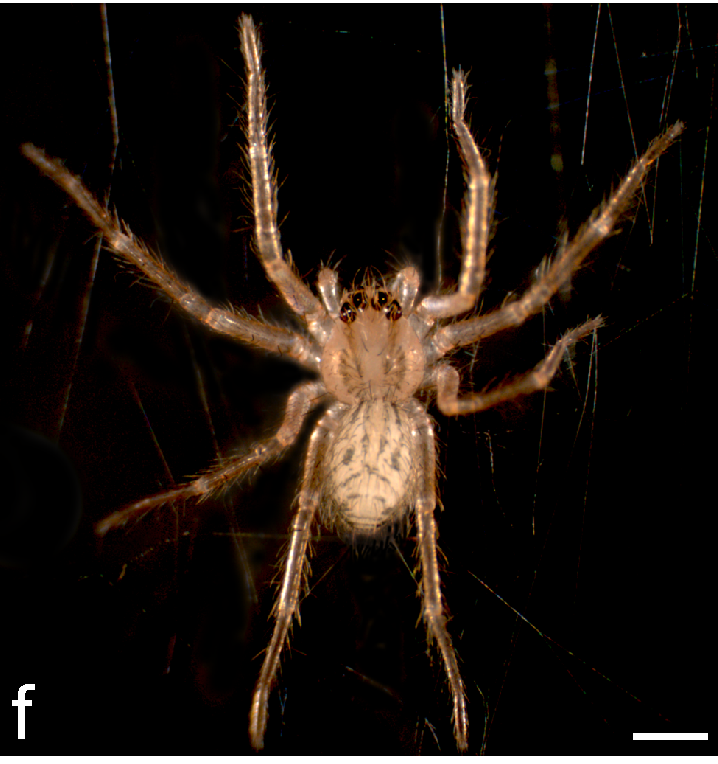
Jungtier der Großen Wanderspinne (C. salei) in der zweiten Fresshaut

Alle Arten der Gattung Cupiennius verfügen über ein komplexes Balzverhalten. Die Weibchen nutzen Spinnfäden, die mit Pheromonen (Arteigene chemische Stoffe zur Kommunikation) versehen sind, um Männchen anzulocken. Hat ein solches ein Weibchen ausgemacht und dieses anhand der Fäden gefunden, beginnt es einen Balztanz, bei dem es auf den Untergrund trommelt und sein Opisthosoma (Hinterleib) schüttelt. Dieses Balzverhalten kann oft mehrere Stunden dauern und sich seitens des Männchens mehrmals wiederholen. Ein paarungswilliges Weibchen beantwortet das Werben gegenüber dem Männchen ebenfalls mit einem Schütteln des Opisthosomas. Anschließend steigt das Männchen auf den Rücken des Weibchens und führt seine Bulbi (männliche Geschlechtsorgane bei Spinnen) abwechselnd in die Epigyne (weibliches Geschlechtsorgan bei Spinnen) seiner Partnerin. Kurz nach der Paarung nimmt der Nahrungsbedarf des begatteten Weibchens aufgrund der in ihm heranreifenden Eier deutlich zu und sein Opisthosoma schwillt infolgedessen deutlich an. Drei Wochen nach der Paarung fertigt das Weibchen seinen ersten Eikokon an, der an den Spinnwarzen angeheftet getragen wird. Nach einem Monat erfolgt der Schlupf der Jungtiere aus dem Kokon, der zuvor an einem vom Weibchen angefertigten Gespinst befestigt wird. Nach einem Monat schlüpfen die Jungtiere, die eine Woche nach Schlupf das Gespinst verlassen. Ein Weibchen kann bis zu drei weitere Kokons fertigen und betreibt wie bei Fischerspinnen üblich keine Brutpflege. Die anfangs zwei bis drei Millimeter großen Jungspinnen wachsen innerhalb von acht und zehn Monaten heran. Die Lebensdauer von Weibchen der Gattung beträgt zwei Jahre, die der Männchen weniger.

## Die GattungCupienniusund Mensch

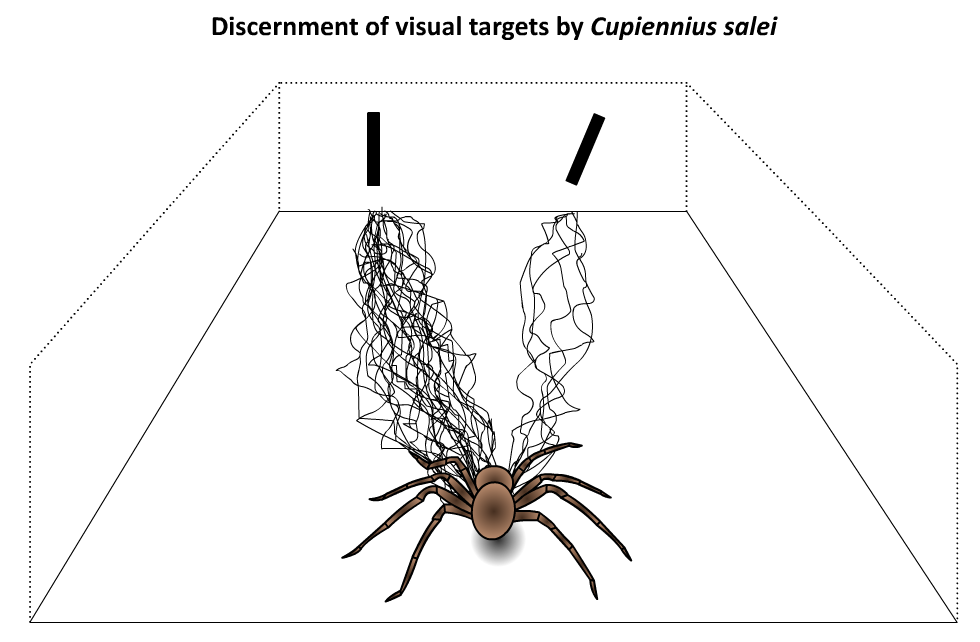
Die Große Wanderspinne (C. salei) wird mitunter aufgrund ihrer hier schematisierten Sehfähigkeit gerne als Forschungsobjekt genutzt.

Die Arten der Gattung Cupiennius werden mitunter aufgrund der bereits erwähnten Ähnlichkeit zu der Gattung Phoneutria der Kammspinnen (Ctenidae) gefürchtet. Ebenso werden aber auch Arten der Gattung aufgrund ihrer Vielfältigkeit, darunter besonders die Große Wanderspinne (C. salei) als Forschungsobjekte für die Wissenschaft genutzt oder erhalten anderweitig eine gewisse Beliebtheit einzelner Personen, etwa in der Heimtierhaltung (s. Kapitel „Terraristik“).

### Einfuhr durch Bananenfrüchte

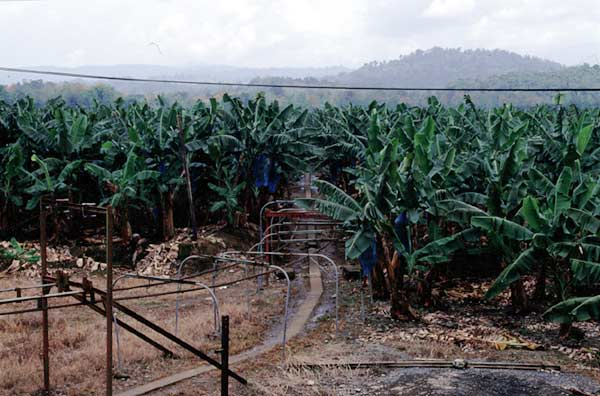
Plantage von Dessertbananen (Musa × paradisiaca) in Costa Rica

Gelegentlich werden Exemplare der vier größeren Arten Cupiennius chiapanensis, Cupiennius coccineus, Cupiennius getazi und der Großen Wanderspinne (C. salei) wie die für den Menschen wesentlich gefährlicheren Arten der Gattung Phoneutria aus der Familie der Kammspinnen (Ctenidae) oder auch wie die in Asien heimische Warmhaus-Riesenkrabbenspinne (Heteropoda venatoria) durch die Einfuhr von Früchten der Dessertbanane (Musa × paradisiaca) von ihrem natürlichen Verbreitungsgebiet nach Nordamerika und Europa mitexportiert werden.
Diese Spinnen werden oft an Bananenfrüchten gefunden. Das mag daran liegen, dass Bananen nicht einzeln, sondern in Gruppen transportiert werden, die an ihren Stauden belassen werden. Diese Stauden bieten den am Tag versteckt lebenden Arten der Gattung Cupiennius und auch Phoneutria sowie weiteren die Möglichkeit, sich zu verbergen, wo sie dann übersehen werden können. Mit Ausnahme der vier größeren Arten konnten diese Verschleppungen aber nicht bei den anderen der Gattung beobachtet werden. Obwohl sich die vier Arten meist sicher anhand ihrer Färbungen unterscheiden lassen, empfiehlt sich besonders bei den nahezu identischen Männchen von Cupiennius coccineus und der Großen Wanderspinne die Untersuchung genitalmorphologischer Merkmale zur sicheren Bestimmung der jeweiligen Art.
Bei einigen dieser Einfuhren von Spinnen der Gattung Cupiennius kam es in der Vergangenheit nicht selten zu Verwechslungen mit Arten der Gattung Phoneutria aufgrund dessen Ähnlichkeit (siehe Abschnitt Ähnliche Arten). Diese Verwechslungen rührten unter anderem von der fehlenden Erfahrung der dort eingesetzten Entomologen und Arachnologen her als auch von dem damaligen Mangel an genauen Bestimmungsschlüsseln zu einer genauen Identifikation. Bei diesen fehlerhaften Bestimmungen wurden aufgrund der befürchteten Gefahr der Spinne bereits erhöhte Sicherheitsmaßnahmen ergriffen, die sich bei einer späteren und genaueren Identifikation von Spinnen dieser Gattung als überflüssig erwiesen.

### Toxizität und Bissunfälle

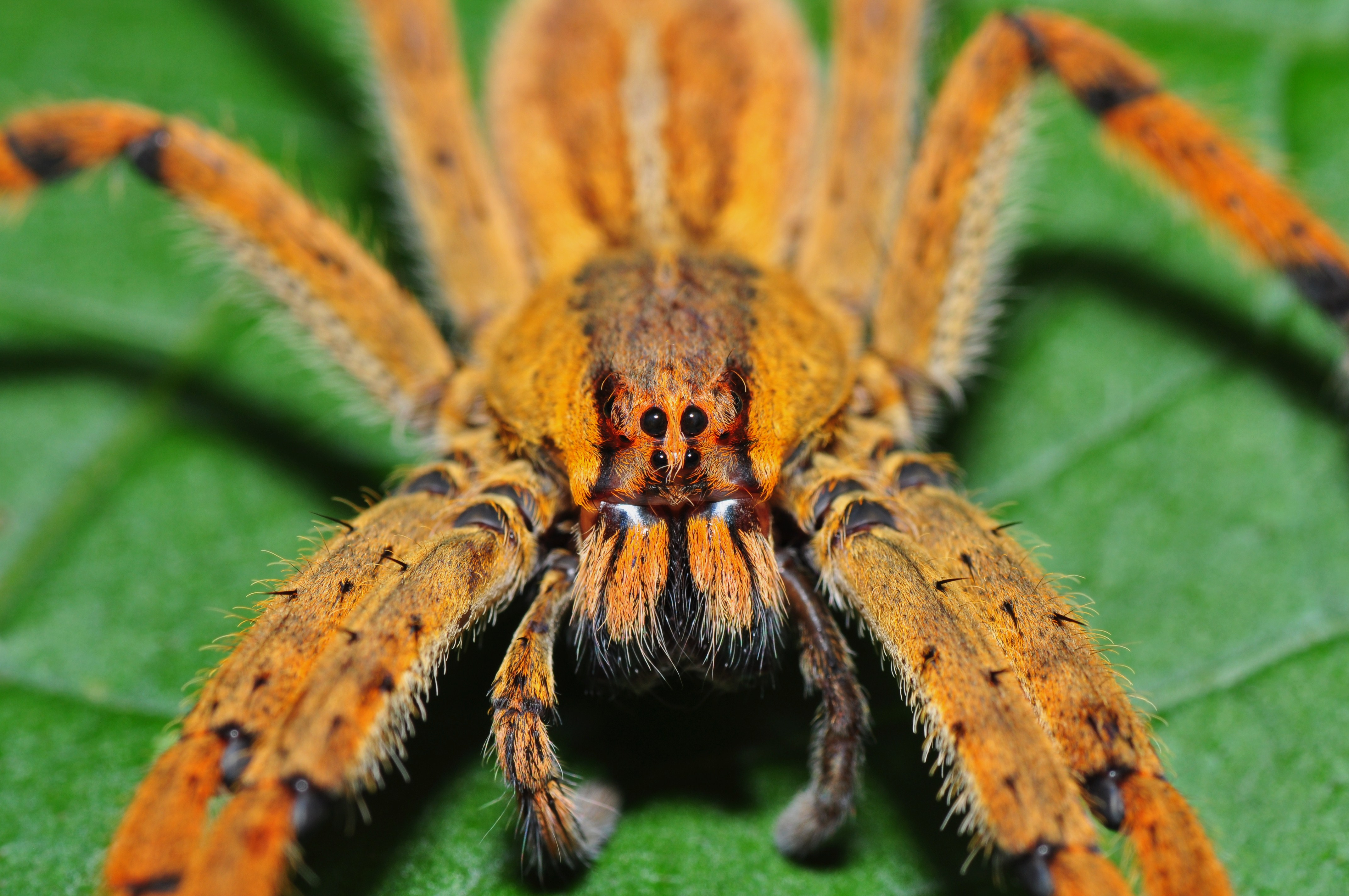
Nähere Ansicht eines Weibchens von Cupiennius getazi mit den gut sichtbaren Cheliceren

Bisse der Arten Cupiennius coccineus, Cupiennius getazi, Cupiennius panamensis und der Großen Wanderspinne (C. salei) sind bekannt. Die Arten der Gattung Cupiennius sind allerdings nicht aggressiv, sondern versuchen bei Störungen meist zu fliehen und beißen nur in größter Not. Außerdem sind Bisse zwar schmerzhaft, verbleiben aber im Regelfall ohne medizinisch bedeutsame Symptome. Bei einem beschriebenen Biss von Cupiennius coccineus wurde das Einführen der Cheliceren und somit der eigentliche Biss mit dem Stich einer Biene verglichen. Als Symptom war im Bereich der Bisswunde ein Taubheitsgefühl zu vermerken, das innerhalb 10 bis 30 Minuten wieder abklang.

### Terraristik
Einige Arten der Gattung Cupiennius, darunter die Große Wanderspinne (C. salei) und Cupiennius getazi werden mitunter aufgrund ihrer für Spinnen imposanten Erscheinung sowie markanten Farbgebung gerne als Heimtiere im Bereich der Terraristik gehalten. Für die Haltung von Arten der Gattung spricht außerdem, dass diese aufgrund ihrer Lebensweise als Lauerjäger keinen Auslauf brauchen und so auch in vergleichsweise kleinen Behausungen gehalten werden können. Außerdem benötigen die Spinnen etwa im Gegensatz zu einigen bodenbewohnenden Vogelspinnen (Theraphosidae) mit grabender Lebensweise keinen dafür hergerichteten Bodengrund. Auch die für gewöhnlich gering ausgehende Gefahr der Arten der Gattung (siehe Abschnitt Toxizität und Bissunfälle) spräche für eine Haltung dieser Spinnen. Für eine erfolgreiche Haltung sollten Temperatur und Luftfeuchtigkeit der Regenwälder ihrer natürlichen Vorkommensgebiete bestmöglich simuliert werden. Allerdings muss man sich bewusst sein, dass die betreffenden Arten schnell laufen können und auf Störungen mit Scheue reagieren.

## Systematik
Die Gattung Cupiennius wurde 1890 von Eugène Simon erstbeschrieben und zuerst der Familie der Kammspinnen (Ctenidae) angegliedert. Die Zugehörigkeit zu dieser Familie wurde bereits 2015 von Daniele Polotow und Charles Edward Griswold angezweifelt. Stattdessen wurde damals die Zugehörigkeit zu den Fischerspinnen (Trechaleidae) anhand morphologischer Merkmale vermutet. Dies wurde 2019 von Luis Norberto Piacentini und Martín Javier Ramírez bestätigt, sodass die Gattung Cupiennius fortan zur Familie der Fischerspinnen zählt.
Der World Spider Catalog listet aktuell 11 Arten, die der Gattung zugehörig sind. Ihre Typusart ist Cupiennius getazi. Alle Arten der Gattung und ihre Verbreitungsgebiete sind:
Stand: 10. März 2020
- Cupiennius bimaculatus (Taczanowski, 1874) – Kolumbien, Venezuela, Brasilien, Guyana, Ecuador
- Cupiennius chiapanensis Medina, 2006 – Mexiko
- Cupiennius coccineus F. O. Pickard-Cambridge, 1901 – Costa Rica bis Kolumbien
- Cupiennius cubae Strand, 1909 – Cuba, Costa Rica bis Venezuela
- Cupiennius foliatus F. O. Pickard-Cambridge, 1901 – Costa Rica, Panama
- Cupiennius getazi Simon, 1891 – Costa Rica, Panama
- Cupiennius granadensis (Keyserling, 1877) – Costa Rica bis Kolumbien
- Cupiennius remedius Barth & Cordes, 1998 – Guatemala
- Große Wanderspinne (C. salei (Keyserling, 1877)) – Mexiko, Zentralamerika, Hispaniola
- Cupiennius valentinei (Petrunkevitch, 1925) – Panama
- Cupiennius vodou Brescovit & Polotow, 2005 – Hispaniola